# Мейонна
Мейонна́ (фр. Meillonnas) — коммуна во Франции, находится в регионе Рона — Альпы. Департамент — Эн. Входит в состав кантона Треффор-Кюизья. Округ коммуны — Бурк-ан-Брес.
Код INSEE коммуны — 01241.

## География
Коммуна расположена приблизительно в 370 км к юго-востоку от Парижа, в 70 км северо-восточнее Лиона, в 11 км к северо-востоку от Бурк-ан-Бреса.
По территории коммуны протекает река Севрон.

## Климат
Климат полуконтинентальный с холодной зимой и тёплым летом. Дожди бывают нечасто, в основном летом.

## Население
Население коммуны на 2010 год составляло 1298 человек.
| 1962 | 1968 | 1975 | 1982 | 1990 | 1999 | 2010 |
| ---- | ---- | ---- | ---- | ---- | ---- | ---- |
| 610  | 630  | 671  | 891  | 1051 | 1205 | 1298 |

## Администрация
| Период | Период | Фамилия       | Партия       | Примечания |
| ------ | ------ | ------------- | ------------ | ---------- |
| 1944   | 1954   | Эли Барийо    |              |            |
| 1954   | 1961   | Феликс Жаке   | Разные левые |            |
| 1961   | 1989   | Пьер Жоли     | Разные левые | фермер     |
| 1989   | 2010   | Пьер Байу     | Разные левые |            |
| 2010   | 2020   | Жан-Поль Невё |              |            |

## Экономика
В 2010 году среди 866 человек трудоспособного возраста (15—64 лет) 606 были экономически активными, 260 — неактивными (показатель активности — 70,0 %, в 1999 году было 69,3 %). Из 606 активных жителей работали 576 человек (299 мужчин и 277 женщин), безработных было 30 (20 мужчин и 10 женщин). Среди 260 неактивных 62 человека были учениками или студентами, 99 — пенсионерами, 99 были неактивными по другим причинам.

## Достопримечательности
- Замок Мейонна[фр.] (XVI век). Исторический памятник с 2007 года[4]
- Церковь Сент-Уайен (1382 год). Исторический памятник с 2002 года[5]

## Фотогалерея

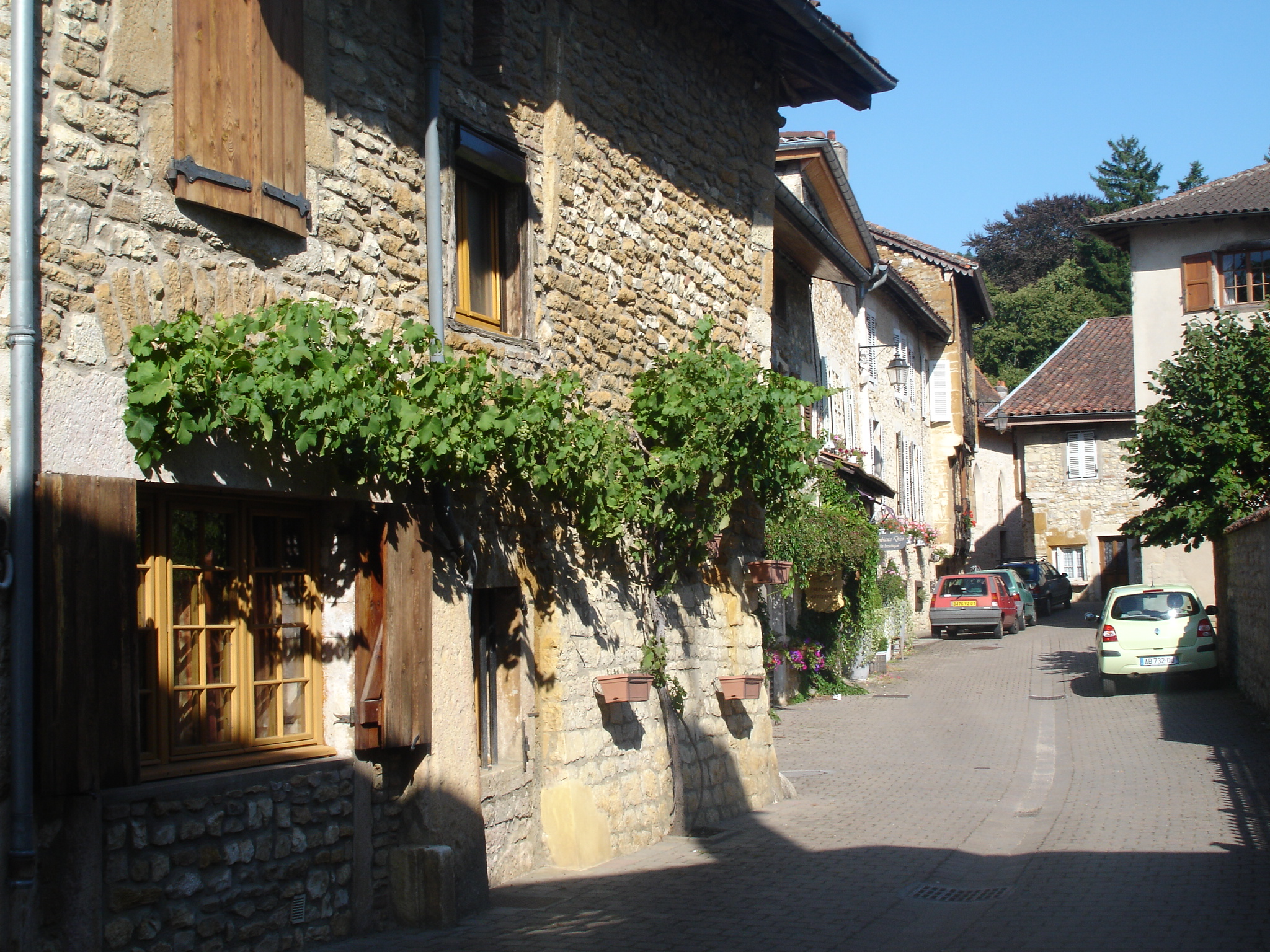
Мейонна
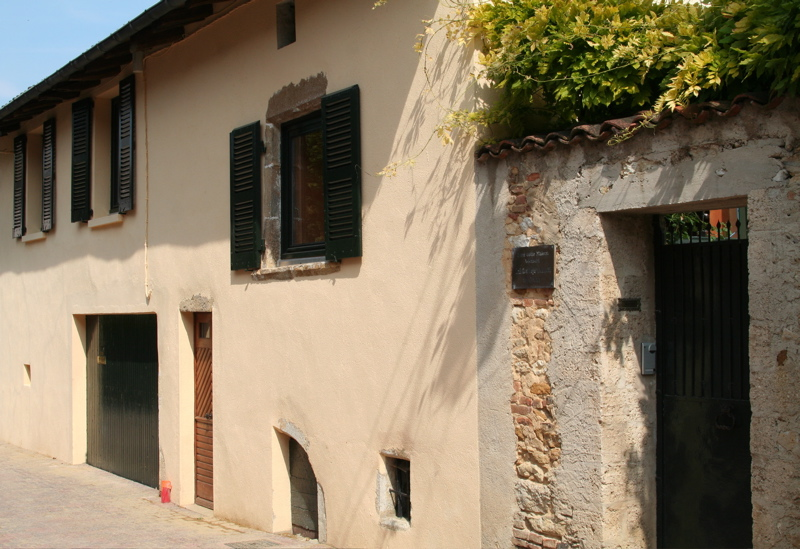
Мейонна
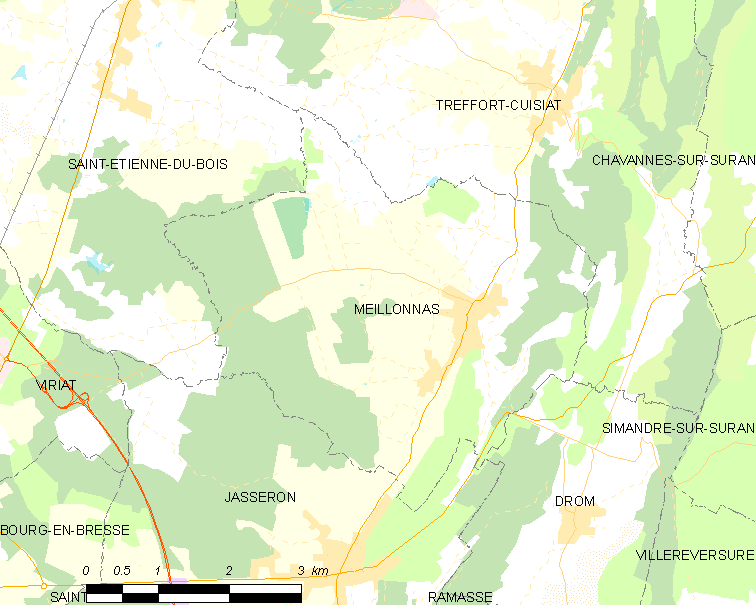
Карта коммуны